# Abdoul Razak Issoufou
Abdoul Razak Issoufou Asafa (26 de dezembro de 1994) é um taekwondista nígerino, medalhista olímpico.

## Carreira
Abdoul Razak Issoufou havia sido proibido por seu pai aos 7 anos de lutar taekwondo após um primo morrer de uma lesão decorrente desta luta. Ainda assim, quatro anos depois, em 2005, entrou para o esporte ao se mudar para a casa de um tio no Togo. Devido ao baixo IDH do Níger, apenas o ministro do Esporte e o governo podem liberar fundos para Issoufou, ele passou a treinar na Alemanha, em um centro de taekwondo em Friedrichshafen. Campeão africano em 2015 e vice-campeão da seletiva contential para a Rio 2016, classificou-se para o torneio olímpico de taekwondo,  e foi porta-bandeira do Níger na cerimônia de abertura. Issoufou conquistou a medalha de prata, na categoria mais de 80kg. Foi apenas a segunda medalha do Níger nos Jogos Olímpicos na história, sendo a primeira em 1972.